# جون روبرت شريفر
جون روبرت شريفر (بالإنجليزية: John Robert Schrieffer) هو عالم فيزيائي أمريكي حاز على جائزة نوبل للفيزياء عام 1972. شاركه العالمان جون باردين وليون كوبر في الجائزة عن النظرية BCS المسماة باسمهم باردين B، كوبر C، شريفر S. وتفسر تلك النظرية ظاهرة التوصيل الفائق بأنه تأثير في المدى الميكروسكوبي ينشأ عن تكثف كل زوجين من الإلكترونات في حالة مشابهة للبوزون Boson-like state.
ولد جون شريفر في 31 مايو 1931 بمدينة أوك بارك بولاية إلينوي، وكان يهتم منذ صغره بالبث بالراديو مما جذبه بعد ذلك إلى الهندسة الكهربائية.
تعرض شريفر لمأساة حيث سجن في إصلاحية ريتشارد دونوفان بين عامي 2005 و2007 وذلك بعد أن تسبب في مقتل اثنين واصاب سبعة اشخاص في حادثة سيارة كان يقودها في مدينة اوركت بكاليفورنيا، ليصبح بذلك أول حائز على نوبل يتعرض للسجن

## روابط خارجية
- جون روبرت شريفر على موقع الموسوعة البريطانية (الإنجليزية)
- جون روبرت شريفر على موقع مونزينجر (الألمانية)
- جون روبرت شريفر على موقع ميوزك برينز (الإنجليزية)
- جون روبرت شريفر على موقع إن إن دي بي (الإنجليزية)